# Club Olympique Pacéen
Maillots
Le Club olympique Pacéen est un club omnisports composé de 20 sections : aérobic, aïkido, athlétisme, badminton, basket, boxe, cyclo tourisme, football, golf, gymnastique, gouren, handball, judo, karaté, pétanque, palet , randonnée, rink hockey, tennis, tennis de table, .
Situé dans la commune de Pacé en Ille-et-Vilaine, avec ce très large éventail de disciplines, le COP compte en 2021 près de 3 000 adhérents.

## Historique
En 1962, sous l'impulsion du docteur Léon, de Guy Gérard et de l'abbé Guy Leblanc, naît la section football. À cette époque le COP n'existait pas dans sa structure de 2021.
En 1968, le développement de la vie associative sur la commune de Pacé se poursuit avec la création d'une section basket, suivie en 1976 par la naissance de la section Tennis.
C'est seulement en 1978 que le Club Olympique Pacéen voit le jour sous sa forme de 2021, celle d'un club omnisports. Il est alors composé de trois sections, Yves Cochet en sera le premier président. C'est cette même année que le complexe sportif « Chasseboeuf » (Avenue le Brix) est inauguré.
Années après années, porté par le dynamisme et l'évolution démographique de la ville de Pacé, le COP se voit étoffé par de nouvelles sections. Ainsi, en 2002, lors de son 40e anniversaire, le COP proposait 11 activités sportives et recensait près de 2 000 licenciés. Sept ans plus tard, en 2009, quatre nouvelle disciplines ont rejoint le club portant le nombre à 15 sections.
En 2021, le club compte 3 300 adhérents, de 5 à 77 ans (26 ans de moyenne d'âge), il est composé de 38% de licenciées féminines contre 62% de licenciés masculins. Plus de deux tiers des adhérents résident sur la commune.
Afin de répondre à la forte demande sportive des habitants, certaines sections ont fait le choix de se professionnaliser. Ainsi, le club s'appuie en 2021, outre les 300 bénévoles, sur 23 salariés (10,4 ETP). Il peut également compter sur le soutien de ses partenaires : Mairie de Pacé, SNC des 3 lieux et Cora.
Le club défend des valeurs de partage, d'accompagnement, de coordination et d'échange.

## Infrastructures
La ville de Pacé est dotée de nombreux équipements sportifs mis gratuitement à disposition des différentes sections du Club Olympique Pacéen.
Le complexe sportif Chasseboeuf, situé Avenue le Brix, en est la place centrale. Il est équipé, de terrains de football (dont un synthétique), de courts de tennis, d'une piste d'athlétisme, d'un boulodrome et de deux salles multisports (terrain de basket, handball, rink hockey, badminton, dojo, salle de gymnastique...). Le gymnase Louison Bobet (7 rue de la Métairie) vient compléter ces installations.
Pour faire face aux besoins des sections, une 4e salle de sport est en cours de construction, la fin des travaux est prévue pour le premier trimestre 2022.

## Sources
1. ↑  « Club Olympique Pacéen Club Multisport de 18 sections sportives pluridisciplinaires pour Adultes et Enfants », sur COP (consulté le 8 juin 2021)
2. ↑  « Gymnastique Aérobic Sportive », sur copaerobic.fr (consulté le 8 juin 2021)
3. ↑  « Bienvenue », sur COP Athlétisme (consulté le 8 juin 2021)
4. ↑  « CO Pacé Basket », sur CO Pacé (consulté le 8 juin 2021)
5. ↑  « Copace Boxe Américaine | Club Olympique Pacéen Boxe Américaine » (consulté le 8 juin 2021)
6. ↑  « Club Olympique Pacéen - section cyclotourisme », sur COP Cyclos (consulté le 8 juin 2021)
7. ↑  « https://copacefoot.fr/ » (consulté le 8 juin 2021)
8. ↑  « COP GYM PACÉ - C.O. PACE GYM », sur COP GYM PACÉ (consulté le 8 juin 2021)
9. ↑  « Club Olympique Pacéen section HANDBALL inscrit dans les compétitions Départementales et Régionales », sur CO PACE HB (consulté le 8 juin 2021)
10. ↑  « LE CLUB », sur copacejudo.kalisport.com (consulté le 28 avril 2023)
11. ↑  « Club Karaté Shinkyokushinkai Pacéen : site officiel du club de karaté de PACE - clubeo », sur Club Karaté Shinkyokushinkai Pacéen (consulté le 8 juin 2021)
12. ↑  « Club Olympique Pacéen Pétanque », sur CO PACEEN PETANQUE (consulté le 8 juin 2021)
13. ↑  « CO Pacé, Rink-Hockey | », sur www.coppaceroller.fr (consulté le 8 juin 2021)
14. 1 2  « Pacé. Le club olympique pacéen a fêté ses 60 ans », sur Ouest-France, 9 juillet 2022 (consulté le 16 mars 2024)